# Torneo Nacional de Boxeo Playa Girón 2004
Das Torneo Nacional de Boxeo Playa Girón 2004 wurde vom 23. bis zum 30. Januar 2004 in Camagüey ausgetragen und war die 43. Austragung der nationalen kubanischen Meisterschaften im Amateurboxen.

## Medaillengewinner
Die Meistertitel wurden in elf Gewichtsklassen vergeben.
| Gewichtsklasse                  | Gold                 | Silber              | Bronze               |
| ------------------------------- | -------------------- | ------------------- | -------------------- |
| Halbfliegengewicht (bis 48 kg)  | Yorman Rodríguez     | Yan Barthelemí      | Yosvelis Vargas      |
| Halbfliegengewicht (bis 48 kg)  | Yorman Rodríguez     | Yan Barthelemí      | Eucar Reyes          |
| Fliegengewicht (bis 51 kg)      | Yuriorkis Gamboa     | Kadel Luis Martínez | Yoandri Salinas      |
| Fliegengewicht (bis 51 kg)      | Yuriorkis Gamboa     | Kadel Luis Martínez | Yurien Fabregas      |
| Bantamgewicht (bis 54 kg)       | Guillermo Rigondeaux | Reimi Castellano    | Endry Guibert        |
| Bantamgewicht (bis 54 kg)       | Guillermo Rigondeaux | Reimi Castellano    | Osieris Hernández    |
| Federgewicht (bis 57 kg)        | Exer Rodríguez       | Luis Franco Vázquez | Eddy Flores          |
| Federgewicht (bis 57 kg)        | Exer Rodríguez       | Luis Franco Vázquez | Yordenis Ugás        |
| Leichtgewicht (bis 60 kg)       | Raudel Sánchez       | Michel Sarria       | Freddy Masabo        |
| Leichtgewicht (bis 60 kg)       | Raudel Sánchez       | Michel Sarria       | Josue Caraballo      |
| Halbweltergewicht (bis 64 kg)   | Estenio Gutiérrez    | Yudel Johnson       | Yoandri Corso        |
| Halbweltergewicht (bis 64 kg)   | Estenio Gutiérrez    | Yudel Johnson       | Carlos Banteur       |
| Weltergewicht (bis 69 kg)       | Lorenzo Aragón       | Erislandy Lara      | Inocente Fiss        |
| Weltergewicht (bis 69 kg)       | Lorenzo Aragón       | Erislandy Lara      | Emilio Correa Bayeux |
| Mittelgewicht (bis 75 kg)       | Aldo Moreno          | Eledier Francia     | Wiliam Ordaz         |
| Mittelgewicht (bis 75 kg)       | Aldo Moreno          | Eledier Francia     | Erizaidy Cabrera     |
| Halbschwergewicht (bis 81 kg)   | Yohanson Martínez    | Vladimir Linares    | Yusiel Nápoles       |
| Halbschwergewicht (bis 81 kg)   | Yohanson Martínez    | Vladimir Linares    | Yoan Pablo Hernández |
| Schwergewicht (bis 91 kg)       | Odlanier Solís       | Noel Pérez          | Robert Alfonso       |
| Schwergewicht (bis 91 kg)       | Odlanier Solís       | Noel Pérez          | Yasmani Consuegra    |
| Superschwergewicht (über 91 kg) | Michel López         | Pedro Carrión       | Darwing Verdecia     |
| Superschwergewicht (über 91 kg) | Michel López         | Pedro Carrión       | Leonardo Enrich      |